# NGC 3256
NGC 3256은 지구에서 돛자리 방향으로 약 1억 2,200만 광년 떨어진 특이 은하이다. 적어도 2개의 은하가 합쳐진 은하로, 바다뱀자리-센타우루스자리 초은하단의 구성원이기도 하다. 겉보기 등급은 +11.3 등급이다.

## 특이 사항

### 2개의 중심부
NGC 3256의 중심부는 사실상 2개이다. 이는 즉, 이 은하가 합쳐지기 전의 초기 은하들의 중심부에 있던 초대질량 블랙홀들이 아직 합쳐지지 않은 상태라고 봐도 무방하다 (예: NGC 6240). NGC 3256 은하의 경우, 두개의 중심부는 북부와 남부 중심부로 나뉘어 있으며, 서로 약 850 파섹 (pc) 정도로 떨어져 있다. 둘 다 전파와 적외선으로 관측 가능하며, 북부 중심부의 경우, 가시광선으로도 관측이 가능하다 (남부는 먼지 띠 때문에 가려서 안보인다). 몇몇 과학자들은 이 은하에서 파장 길이 λ ≥ 3.75 μm 정도에서 3번째 중심부 즉, 3번째 블랙홀이 보인다고 주장하는데, 다른 과학자들은 이것은 NGC 3256 은하에 풍부한 또 다른 밝은 전리수소(H II) 영역이라고 반론한다. 여러 은하 병합 과정 후기의 은하들이 그러듯이, NGC 3256 역시 가까운 미래에 완전한 한 개의 중심 초대질량 블랙홀을 지닌 더 큰 은하로 진화할 것이다.
NGC 3256의 북부 중심부는 완만하게 가스와 쇼크가 나오면서 많은 전리 수소 영역과 더 활발한 폭발적 항성 생성을 촉진 시키는 걸로 관측됐고, 찬드라 X-선 망원경과 스피처 우주 망원경으로 관측한 결과, 가시광선 영역에서 안 보이는 남부 중심부는 광도가 낮은 활동 은하핵 (AGN)으로 밝혀졌고, 또한 X-선 영역에서는 세이퍼트 2형 은하와 유사한 은하핵으로 확인됐다.

### 전리수소영역
NGC 3256은 적어도 7개의 거대한 전리수소영역을 포함하고 있는데, 이건 다른 상호작용 은하들에 비해서 낮은 수치지만, 매우 높은 광도 수치를 보유하고 있다 (타란툴라 성운의 약 85배). 이러한 사실로 추측해보면, NGC 3256 은하에는 초성단 (SSC)가 존재할 가능성이 있다. 이런 가능성을 뒷받침하는 증거가 발견됐는데, NGC 3256 은하의 전리수소영역의 위치가 이 은하의 X-선 발생 영역과 일치하기 때문이다. 이런 X-선들은 초신성 잔해인 펄사나 X선 쌍성에서 오기도 하는데, 만약 이런 천체에서 X-선이 기원 했다면, 초성단의 가능성이 더 높아진다. 왜냐하면 이런 천체들은 질량이 꽤 높은 별에서 탄생하고, 초성단의 구성원들은 대부분 그런 별이기 때문이다.

## 근처 은하들과 연관성
NGC 3256은 꽤 제한된 은하군에 속해 있으며, 이 은하군은 또 다른 상호작용 은하인 NGC 3263, NGC 3256C와 적어도 15개의 또 다른 은하들로 구성되어 있다. 이 은하군은 NGC 3256 은하군으로 알려져 있으며, 이 은하군은 바다뱀자리-센타우루스자리 초은하단에 속해 있다.

## 겔러리

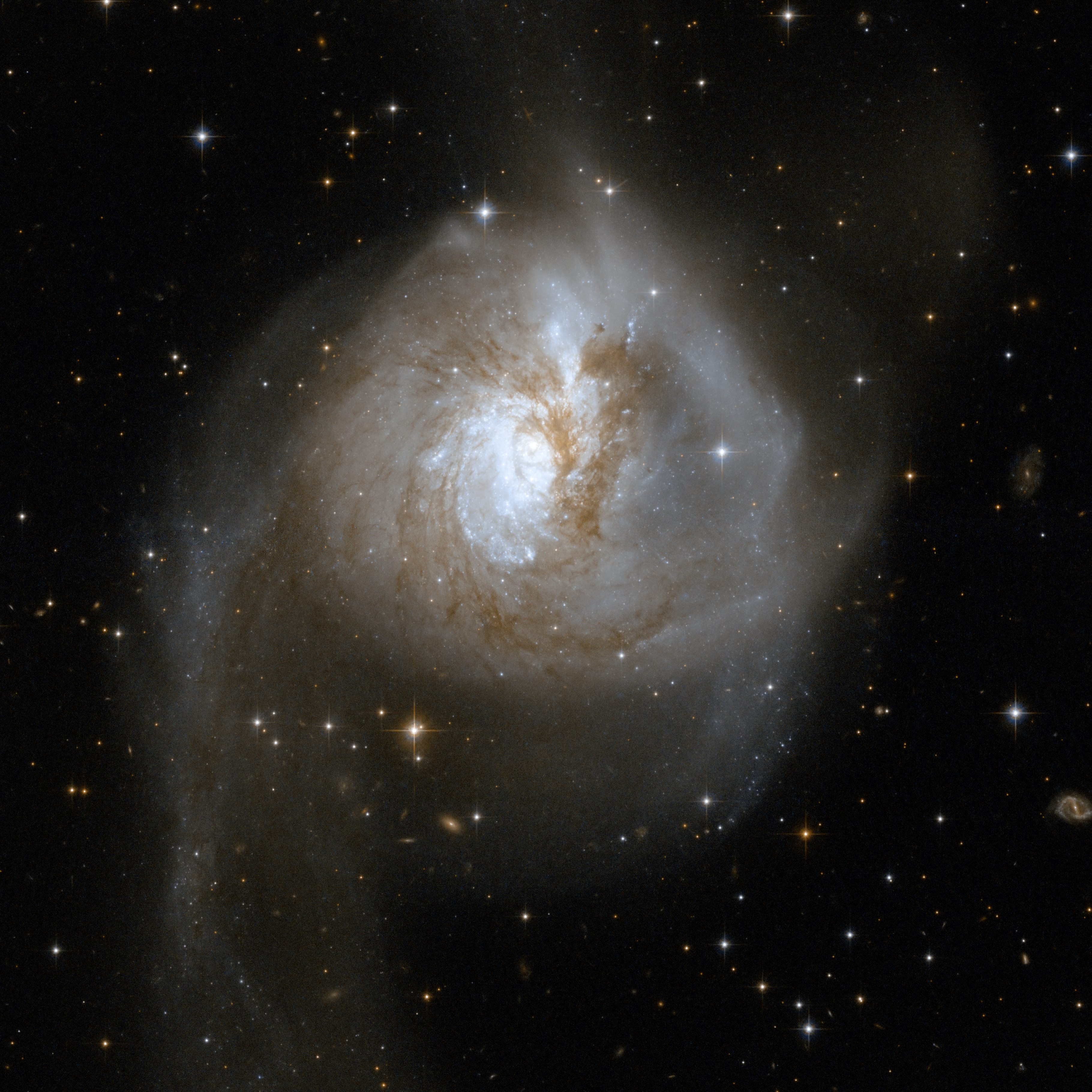
2008년, 허블 우주 망원경으로 찍은 NGC 3256 은하이다.

## 같이 보기
- NGC 6240